# Холидеј Хилс (Илиноис)
Холидеј Хилс (енгл. Holiday Hills) град је у америчкој савезној држави Илиноис.

## Демографија
По попису из 2010. године број становника је 610, што је 221 (-26,6%) становника мање него 2000. године.
| Група             | 2000.       | 2010.       |
| Белци             | 770 (92,7%) | 567 (93,0%) |
| Афроамериканци    | 10 (1,2%)   | 1 (0,2%)    |
| Азијати           | 3 (0,4%)    | 0 (0,0%)    |
| Хиспаноамериканци | 43 (5,2%)   | 35 (5,7%)   |
| Укупно            | 831         | 610         |